# Ernesta
Ernesta ist ein weiblicher Vorname, der dem männlichen Vornamen Ernst entspricht. Namensgebend ist der Name Ernst durch die Sage über Herzog Ernst von Schwaben, die im Mittelalter bekannt wurde.

## Herkunft und Bedeutung
Der Name kommt aus dem althochdeutschen und bedeutet Ernst, Entschlossenheit.

## Varianten
Erna, Ernestina, Ernstina, Ernestine, Erni

## Namenstag(e)
Der Namenstag ist der 14. April oder der 12. Januar.

## Berühmte Namensträgerinnen

### Ernesta
- Ernesta, Pseudonym von Amalie Baisch (1859–1902), deutsche Schriftstellerin

### Ernestina
- Ernestina Merck, genannt Ernes Merck  (1898–1927), deutsche Autorennfahrerin

### Ernestine
- Ernestine Anderson (1928–2016), US-amerikanische Jazz- und Blues-Sängerin
- Ernestine Gilbreth Carey (1908–2006), US-amerikanische Autorin
- Ernestine von Fürth (1877–1946), österreichische Frauenrechtlerin
- Ernestine Geisbiegler (1925–2002), bekannt als Erni Bieler, österreichische Jazz- und Schlagersängerin
- Ernestine von Ligne (Ernestine Yolande de Ligne; 1594–1668), Tochter des Prinzen Lamoral de Ligne und der Maria von Melun
- Ernestine Theodora von Pfalz-Sulzbach (1697–1775), Priorin des Karmelitinnenklosters in Neuburg a. d. D.
- Ernestine Rose (1810–1892), polnisch-US-amerikanische Frauen- und Bürgerrechtlerin
- Ernestine Auguste Sophie von Sachsen-Weimar-Eisenach (1740–1786), Herzogin von Sachsen-Hildburghausen
- Ernestine Schumann-Heink (1861–1936; geborene Rössler), österreichische Altistin
- Ernestine Senders (1874–1941), österreichische Schauspielerin
- Ernestine Thren (1899–1981), deutsche Krankenschwester
- Ernestine von Trott zu Solz (auch Mutter Ernestine genannt; 1889–1982), Diakonisse
- Sister Ernestine Washington (1914–1983), US-amerikanische Gospelsängerin